# قشلاق أمير خانلو حاجي تابدوق
قشلاق أمير خانلو حاجي تابدوق هي قرية في مقاطعة بارس أباد، إيران. عدد سكان هذه القرية هو 798 في سنة 2006.